# David Bisconti
David Nazareno Biscont (* 22. September 1968 in Rosario) ist ein ehemaliger argentinischer Fußballspieler.

## Karriere

### Verein
Bisconti begann seine Karriere bei Rosario Central, wo er von 1988 bis 1993 spielte. 1993 folgte dann der Wechsel zu Yokohama Marinos. Er trug 1995 zum Gewinn der J1 League bei. 1997 folgte dann der Wechsel zu CD Universidad Católica. In der Saison 1997 wurde er mit 15 Toren Torschützenkönig der Primera División. Danach spielte er bei CD Badajoz, Gimnasia y Esgrima de Jujuy, Avispa Fukuoka und Sagan Tosu.

### Nationalmannschaft
Im Jahr 1991 debütierte Bisconti für die Nationalmannschaft. Er hat insgesamt fünf Länderspiele für Argentinien bestritten.

## Errungene Titel

### Mit seinen Vereinen
- J1 League: 1995
- Primera División (Chile): 1997

### Persönliche Auszeichnungen
- Primera División (Chile) Torschützenkönig: 1997